# Chad Smith
Chad Smith (født 25. oktober 1961) er en amerikansk trommeslager i Red Hot Chili Peppers, og har været med i bandet siden de indspillede albummet Mother's Milk.
Chad Smith spiller med Vater trommestikker. En model han selv har været med til at designe "Chad Smith's Funk Blaster." Trommestikken har samme greb som en 5B stik, men er lidt tungere. Stikkerne er lavet af hickory. De har en længde på 40,6cm. og en diameter på 1,54cm. 
Han spiller altid på trommesæt af mærket Pearl.